# Dreamachines
Dreamachines est un album de John Zorn joué par le Nova Express Quartet composé de John Medeski, Kenny Wollesen, Trevor Dunn et Joey Baron, qui officiaient déjà sur Nova Express. Cet album est également inspiré de l'œuvre de William Burroughs et Brion Gysin.

## Titres
| 1.    | Psychic Conspirators     | 3:18 |
| 2.    | Git-Le-Cœur              | 4:27 |
| 3.    | The Conqueror Worm       | 6:58 |
| 4.    | The Third Mind           | 6:34 |
| 5.    | Light Chapels            | 5:20 |
| 6.    | The Dream Machine        | 5:58 |
| 7.    | Note Virus               | 3:31 |
| 8.    | 1001 Nights In Marrakech | 6:30 |
| 9.    | The Wild Boys            | 3:26 |
| 46:02 |                          |      |

## Personnel
- John Medeski - piano
- Kenny Wollesen - vibraphone
- Trevor Dunn - basse
- Joey Baron - batterie